# Bulbophyllum artostigma
Bulbophyllum artostigma là một loài phong lan thuộc chi Bulbophyllum.